# Braco húngaro de pelo curto
A braco húngaro de pelo curto[Nota] (em húngaro:  Rövidszörü magyar vizsla) é uma raça cães de caça originária da Hungria.

## História
A raça foi descrita pela primeira vez em 1501, como resultado de duas outras raças já extintas: o turkish yellow e o pannonian hound. Usados em caçadas e na falcoaria, foram os cães da aristocracia, o que quase os levou à extinção quando os comunistas assumiram a nação após a Segunda Guerra Mundial. Levados ao Canadá e aos Estados Unidos, retornou ao seu país de origem como animal de companhia, dito calmo e afetuoso, cujo adestramento é classificado como fácil. Entre ele e sua variedade de pêlo duro, reside apenas a pelagem, já que alguns registros tratam as duas como iguais.

## Características
O Vizsla é um cão inteligente, dócil, afetuoso, companheiro, carinhoso, confiável, leal, protetor, brincalhão, rápido, ágil, atlético, saudável, bonito e expressivo. Adora comer e dormir junto ao dono, e por ser muito limpo, sem cheiro, e possuir pelo curto, pode perfeitamente viver dentro de casa. Por ser muito ligado ao dono e precisar sempre estar em companhia de alguém, ganhou o apelido de "velcro dog". Gosta de ambientes abertos, onde possa correr e gastar energia física e mental, como sítios e praias, pois adora brincar, nadar, correr, praticar agility e canicross. Sua inteligência muito acima da média o torna um cão facilmente adestrável.